# Dwight Oehlers
Dwight Oehlers (31 luglio 1988) è un ex calciatore olandese, di ruolo difensore.

## Biografia
Suo fratello minore Leroy è a sua volta un calciatore.

## Carriera

### Club
Ha giocato nelle serie minori del campionato olandese.

### Nazionale
Nel 2015 ha esordito con la nazionale arubana.

## Statistiche

### Cronologia presenze e reti in nazionale
| Cronologia completa delle presenze e delle reti in nazionale ― Aruba | Cronologia completa delle presenze e delle reti in nazionale ― Aruba | Cronologia completa delle presenze e delle reti in nazionale ― Aruba | Cronologia completa delle presenze e delle reti in nazionale ― Aruba | Cronologia completa delle presenze e delle reti in nazionale ― Aruba | Cronologia completa delle presenze e delle reti in nazionale ― Aruba | Cronologia completa delle presenze e delle reti in nazionale ― Aruba | Cronologia completa delle presenze e delle reti in nazionale ― Aruba |
| Data                                                                 | Città                                                                | In casa                                                              | Risultato                                                            | Ospiti                                                               | Competizione                                                         | Reti                                                                 | Note                                                                 |
| -------------------------------------------------------------------- | -------------------------------------------------------------------- | -------------------------------------------------------------------- | -------------------------------------------------------------------- | -------------------------------------------------------------------- | -------------------------------------------------------------------- | -------------------------------------------------------------------- | -------------------------------------------------------------------- |
| 4-9-2015                                                             | Kingstown                                                            | Saint Vincent e Grenadine                                            | 2 – 0                                                                | Aruba                                                                | Qual. Mondiali 2018                                                  | -                                                                    |                                                                      |
| 8-9-2015                                                             | Oranjestad                                                           | Aruba                                                                | 2 – 1                                                                | Saint Vincent e Grenadine                                            | Qual. Mondiali 2018                                                  | -                                                                    |                                                                      |
| 23-3-2016                                                            | North Sound                                                          | Antigua e Barbuda                                                    | 2 – 1                                                                | Aruba                                                                | Qual. Coppa dei Caraibi 2017                                         | -                                                                    |                                                                      |
| 26-3-2016                                                            | Oranjestad                                                           | Aruba                                                                | 0 – 2                                                                | Saint Kitts e Nevis                                                  | Qual. Coppa dei Caraibi 2017                                         | -                                                                    |                                                                      |
| Totale                                                               |                                                                      | Presenze                                                             | 4                                                                    |                                                                      | Reti                                                                 | 0                                                                    |                                                                      |